# Аргеи
Аргеи (на латински: Argei) е религиозен празник (култ) в Древен Рим, който се празнува на 16 март и 17 март и 14 май или 15 май.
Аргеи е името на сламените кукли (от гръцки: Ἀργεῖος) и на 27 станции („Sacellae“), където сламените кукли са депонирани от 17 март до 14 май. Накрая тези сламени кукли са хвърляни в Тибър на моста Pons sublicius, най-старият мост на Рим.
27-те станции (sacraria Argeorum) са се намирали на сервианските градски граници. Тези сламените кукли (чучела) за ритула трябвало да прочистят града от вредни изпарения.
На главните празненства на 14 май под ръководството на Понтифекс максимус (върховния жрец) и Рекс Сакрорум (сакралния цар), Сенатът и най-знатните свещенически ордени, весталките и преторите събират куклите в тържествена процесия от станциите. След това те маршируват тържествено към Тибър на мост Сублиций (Pons sublicius), където са осветени отново на статуя на Сатурн и от весталките са хвърляни в реката. Flaminica Dialis тогава, с несресана и ненакичена коса, оплаква всяка отделна сламена кукла, все едно че е човек.